# Шелби (Охајо)
Шелби (енгл. Shelby) град је у америчкој савезној држави Охајо.

## Демографија
По попису из 2010. године број становника је 9.317, што је 504 (-5,1%) становника мање него 2000. године.
| Група             | 2000.         | 2010.         |
| Белци             | 9.606 (97,8%) | 9.062 (97,3%) |
| Афроамериканци    | 14 (0,1%)     | 19 (0,2%)     |
| Азијати           | 34 (0,3%)     | 26 (0,3%)     |
| Хиспаноамериканци | 100 (1,0%)    | 108 (1,2%)    |
| Укупно            | 9.821         | 9.317         |